# Deep Bridge
Deep Bridge is een Belgisch bedrijf in de amusementsector, opgericht in het voorjaar van 2017 vanuit moederbedrijf Deep Bridge Group. Het bedrijf is gespecialiseerd in live entertainment en produceert eigen of internationale musicals in Vlaanderen en daarbuiten. Het hoofdkantoor is gevestigd in Wilrijk te Antwerpen. De huisregisseur van Deep Bridge is Stany Crets.

## Producties
| Jaar | Productie                           | Regie             | Choreo             |
| ---- | ----------------------------------- | ----------------- | ------------------ |
| 2017 | Ridders van de Ronde Keukentafel    | Mark Tijsmans     | Florian Boutonnier |
| 2017 | Rocky Horror Show                   | Stany Crets       | Laurent Flament    |
| 2018 | Doornroosje                         | Bas Groenenberg   | -                  |
| 2018 | Er was eens... Het sprookjesconcert | Lulu Aertgeerts   | -                  |
| 2018 | Meiskes & Jongens                   | Sébastien De Smet | -                  |
| 2018 | The Christmas Show 2018             | N.v.t.            | -                  |
| 2019 | Monty Python's Spamalot             | Stany Crets       | Martin Michel      |
| 2019 | Assepoester                         | Mart van den Hout | -                  |
| 2019 | La Cage aux Folles                  | Stany Crets       | Laurent Flament    |
| 2019 | The Christmas Show 2019             | N.v.t.            | -                  |
| 2020 | Sneeuwwitje                         | Mart van den Hout | Thalisa Mintiens   |
| 2020 | MAMMA MIA!                          | Stany Crets       | Laurent Flament    |
| 2021 | The Sound of Music                  | Stany Crets       | Martin Michel      |
| 2021 | Het Geheim van Te Veel Torens       | Mark Tijsmans     | Sanne Selbeck      |
| 2021 | RENT                                | Stany Crets       | Oonagh Jacobs      |
| 2021 | Robin Hood & ik                     | Floris Devooght   | Helle Vanderheyden |
| 2022 | One Night Only                      | N.v.t.            | -                  |
| 2022 | Charlie and the Chocolate Factory   | Stany Crets       | Thalisa Mintiens   |
| 2023 | Rapunzel                            | Stany Crets       | Laurent Flament    |
| 2023 | One More Night                      | N.v.t.            | -                  |
| 2023 | You Are My Sunshine                 | Stany Crets       | -                  |
| 2023 | A Christmas Carol                   | Stany Crets       | Thalisa Mintiens   |
| 2024 | Hairspray                           | Stany Crets       | Laurent Flament    |
| 2024 | Peter Pan - Terug Naar Neverland    | Stany Crets       | Laurent Flament    |
| 2024 | A Christmas Carol                   | Stany Crets       | Gregory Langen     |
| 2025 | Doornroosje                         | Stany Crets       | Gregory Langen     |
| 2025 | Pretty Woman: The Musical           | Stany Crets       | Laurent Flament    |
| 2025 | Alice in Wonderland                 | Stany Crets       | tba                |